# Communauté de communes du Sud Territoire
La Communauté de communes du Sud Territoire (CCST) est une communauté de communes française située dans le département du Territoire de Belfort, en Franche-Comté, dans la région administrative Bourgogne-Franche-Comté.

## Historique
La communauté de communes a été créée par un arrêté préfectoral du 21 décembre 1999, à l’initiative des 9 communes de Beaucourt, Croix, Delle, Fêche l’Église, Grandvillars, Lebetain, Montbouton, Saint-Dizier-l’Evêque, Villars-le-Sec. Le 1er janvier 2002, son périmètre a été étendu à neuf autres communes : Chavanatte, Chavannes-les-Grands, Courcelles, Courtelevant, Faverois, Florimont, Lepuix-Neuf, Réchésy, Suarce.
Sept communes issues de la communauté de communes du Bassin de la Bourbeuse intègrent le 1er janvier 2013 le Sud territoire : Brebotte, Bretagne, Boron, Grosne, Froidefontaine, Recouvrance, Vellescot, ainsi que deux communes qui n'étaient alors membre d'aucune intercommunalité à fiscalité propre :  Joncherey et Thiancourt.

## Territoire communautaire

### Géographie
L'intercommunalité est située dans le sud du département du Territoire de Belfort et est limitrophe de la Suisse et de l'Alsace. Il représente un tiers de la superficie et regroupe 20 % des communes du Territoire de Belfort. 
Son territoire est constitué de secteurs ruraux structurés autour de trois bourgs-centres, Beaucourt, Delle et Grandvillars, qui regroupent à eux trois environ 14 000 habitants et est situé à proximité des deux pôles urbanisés que sont les agglomérations de Belfort  et de Montbéliard,. 
La CCST est membre du pôle métropolitain Nord Franche-Comté.

Carte routière du pôle métropolitain.

### Composition
La communauté de communes est composée des 27 communes suivantes :

| Nom                   | Code Insee | Gentilé           | Superficie (km2) | Population (dernière pop. légale) | Densité (hab./km2) |
| --------------------- | ---------- | ----------------- | ---------------- | --------------------------------- | ------------------ |
| Delle (siège)         | 90033      | Dellois           | 9,2              | 5 677 (2022)                      | 617                |
| Beaucourt             | 90009      | Beaucourtois      | 4,95             | 4 985 (2022)                      | 1 007              |
| Boron                 | 90014      | Boronais          | 6,05             | 490 (2022)                        | 81                 |
| Brebotte              | 90018      | Brebottais        | 3,78             | 369 (2022)                        | 98                 |
| Bretagne              | 90019      |                   | 4,67             | 314 (2022)                        | 67                 |
| Chavanatte            | 90024      | Chavanattais      | 3,86             | 132 (2022)                        | 34                 |
| Chavannes-les-Grands  | 90025      |                   | 6,93             | 343 (2022)                        | 49                 |
| Courcelles            | 90027      |                   | 5,32             | 128 (2022)                        | 24                 |
| Courtelevant          | 90028      | Courtelevanais    | 5,82             | 375 (2022)                        | 64                 |
| Croix                 | 90030      |                   | 5,41             | 178 (2022)                        | 33                 |
| Faverois              | 90043      | Faverais          | 6,5              | 592 (2022)                        | 91                 |
| Fêche-l'Église        | 90045      | Fêchois           | 3,93             | 721 (2022)                        | 183                |
| Florimont             | 90046      | Florimontois      | 18,19            | 465 (2022)                        | 26                 |
| Froidefontaine        | 90051      | Froidefontainiens | 4,55             | 446 (2022)                        | 98                 |
| Grandvillars          | 90053      | Grandvellais      | 15,17            | 2 963 (2022)                      | 195                |
| Grosne                | 90055      | Grosnois          | 3,65             | 322 (2022)                        | 88                 |
| Joncherey             | 90056      | Joncherois        | 5,18             | 1 439 (2022)                      | 278                |
| Lebetain              | 90063      | Lebetinois        | 4,84             | 419 (2022)                        | 87                 |
| Lepuix-Neuf           | 90064      | Pouchets          | 5,46             | 315 (2022)                        | 58                 |
| Montbouton            | 90070      | Montboutonnais    | 2,81             | 425 (2022)                        | 151                |
| Réchésy               | 90081      | Réchésiens        | 12,61            | 765 (2022)                        | 61                 |
| Recouvrance           | 90083      |                   | 1,5              | 144 (2022)                        | 96                 |
| Saint-Dizier-l'Évêque | 90090      | Diziais           | 10,83            | 430 (2022)                        | 40                 |
| Suarce                | 90095      | Suarçais          | 11,81            | 439 (2022)                        | 37                 |
| Thiancourt            | 90096      | Thiancourtois     | 2,67             | 281 (2022)                        | 105                |
| Vellescot             | 90101      | Vellescotins      | 3,55             | 250 (2022)                        | 70                 |
| Villars-le-Sec        | 90105      |                   | 3,05             | 178 (2022)                        | 58                 |

### Démographie
| 1968   | 1975   | 1982   | 1990   | 1999   | 2006   | 2011   | 2016   | 2022   |
| ------ | ------ | ------ | ------ | ------ | ------ | ------ | ------ | ------ |
| 20 453 | 22 260 | 23 438 | 23 785 | 23 547 | 23 505 | 23 678 | 23 610 | 23 585 |

## Organisation

### Siège
Le siège de la communauté de communes est situé à Delle, 8 place Raymond Forni. 
Les services techniques sont situés à Grandvillars, 6, rue Juvénal Viellard, Site des Forges.

### Élus
La communauté de communes  est administrée par son conseil communautaire, composé de 50 conseillers municipaux représentant les 27 communes membres et répartis en fonction de leur population, soit, pour la mandature 2020-2026 :
- 10 délégués pour Delle ;
- 9 délégués pour Beaucourt ;
- 6 délégués pour Grandvillars ;
- 2 délégués pour Joncherey ;
- 1 délégués pour les autres communes.

À la suite des élections municipales de 2020, le conseil communautaire a réélu son président, Christian RAYOT et désigné ses 13 vice-présidents, qui sont  :
1. Sandrine Larcher, maire de Delle, chargée du tourisme, du commerce de proximité, de l’artisanat et de la santé ;
2. Thomas Bietry, mMaire de Beaucourt, chargé du centre aquatique intercommunal ;
3. Daniel Frery, conseiller municipal de Courtelevant, chargé des finances, de la CAO et de la mutualisation ;
4. Thierry Marcjan, maire de Fêche-l'Église, chargé de l'eau potable ;
5. Monique Dinet, maire de Chavanatte, chargée de la police municipales intercommunale et de la fourrière automobile ;
6. Jacques Alexandre, maire de Joncherey, chargé des travaux, de l'habitat, de l'urbanisme et de la voirie ;
7. Jean-Jacques Duprez, maire de Lebetain, chargé de la GEMAPI, des politiques environnementales et des aires d’accueil des gens du voyage ;
8. Jean-Louis Hottlet, maire de Grosne, chargé de la mobilité, des transports et de la représentation dans les organismes extérieurs ;
9. Dominique Trela, maire de Boron, chargé de l’École de musique intercommunale, de l’insertion sociale et professionnelle et du CISPD ;
10. Bernard Cerf, maire de Faverois, chargé des ordures ménagères ;
11. Claude Monnier, maire de Croix, chargé de la ruralité et du monde agricole ;
12. Robert Natale, adjoint au maire de Delle, chargé du personnel ;
13. Gilles Courgey, adjoint au maire de Beaucourt, chargé de l’assainissement collectif et individuel.

### Liste des présidents
| Période     | Période                       | Identité        | Étiquette | Qualité |
| ----------- | ----------------------------- | --------------- | --------- | --- |
| ?           | janvier 2008 (décès)          | Raymond Forni   | PS        | Avocat Maire de Delle (1991 → 2004) |
| avril 2008, | En cours (au 17 juillet 2020) | Christian Rayot | DVG       | Huissier de justice Maire de Grandvillars (1989 → ) Conseiller général puis départemental de Grandvillars (2008 → ) Réélu en 2014 et en 2020 |

### Compétences
La communauté de communes exerce les compétences qui lui ont été transférées par les communes membres, dans les conditions déterminées par le code général des collectivités territoriales. 
Les compétences (obligatoires, facultatives, optionnelles et services mutualisés) de la CCST sont les suivantes :
- Développement économique dont commerce de proximité et tourisme
- Aménagement du territoire
- Accueil des gens du voyage
- Collecte et traitement des ordures ménagères
- GEstion des Milieux Aquatiques et Prévention des Inondations (GEMAPI)
- Logement et cadre de vie
- Prévention de la délinquance (avec un comité intercommunal)
- Voirie intercommunale
- Assainissement collectif et non collectif
- Eau potable
- Protection incendie secours
- Haut débit
- École de musique intercommunale
- Centre aquatique à Delle (site internet : https://www.centre-aquatique-delle.fr/)
- Police Municipale Intercommunale
- Service urbanisme
- Fourrière automobile

### Régime fiscal et budget
La Communauté de communes est un établissement public de coopération intercommunale à fiscalité propre.
Afin de financer l'exercice de ses compétences, l'intercommunalité perçoit la fiscalité professionnelle unique (FPU) – qui a succédé à la taxe professionnelle unique (TPU) – et assure une péréquation de ressources entre les communes résidentielles et celles dotées de zones d'activité.
Elle perçoit également une redevance d'enlèvement des ordures ménagères (REOM), qui finance le fonctionnement de ce service public, et  bénéficie d'une bonification de la dotation globale de fonctionnement (DGF).